# WTA фінал 2019, одиночний розряд
Минулого року чемпіонат виграла Еліна Світоліна.
Ешлі Барті, Б'янка Андреєску та Белінда Бенчич грали в турнірі вперше.
Перед початком турніру на звання першої тенісистки світу претендували Барті, Кароліна Плішкова та Наомі Осака. Барті збергла б звання за собою, якщо зіграла б усі три матчі в підгрупі. Якщо ж вона передчасно знялася б з турніру Плішкова та Осака очолили б світовий рейтинг, тільки вигравши чемпіонат. Барті виграла два матчі в підгрупі, й, як наслідок, забезпечила собі перший щабель рейтингу на кінець року.

## Сіяні тенісистки
1. Ешлі Барті (Чемпіонка)
2. Наомі Осака (знялася через травму плеча)
3. Б'янка Андреєску (підгрупа, знялася через травму коліна)
4. Сімона Халеп (підгрупа)
5. Петра Квітова (підгрупа)
6. Белінда Бенчич (півфінал, припинила гру)
7. Еліна Світоліна (фінал)

## Запасні
1. Кікі Бертенс (замінила Осаку)
2. Софія Кенін (замінила Андреєску)

## Сітка

### Легенда
| - Q = Кваліфаєр - WC = Вайлд-кард - LL = Щасливий лузер | - Alt = Заміна - SE = Виняток - PR = Захищений рейтинг | - w/o = Без гри - r = Зняття - d = Присуджено перемогу |

### Фінальна частина
|  | Півфінали | Півфінали         | Півфінали       | Півфінали | Півфінали |                |   | Фінал      | Фінал | Фінал | Фінал | Фінал |
|  |           |                   |                 |           |           |                |   |            |       |       |       |       |
|  | 1         | Ешлі Барті        | 4               | 6         | 6         |                |   |            |       |       |       |       |
|  | 2         | Кароліна Плішкова | 6               | 2         | 3         |                |   |            |       |       |       |       |
|  | 2         | Кароліна Плішкова | 6               | 2         | 3         |                | 1 | Ешлі Барті | 6     | 6     |       |       |
|  |           |                   |                 |           |           |                | 1 | Ешлі Барті | 6     | 6     |       |       |
|  |           | 8                 | Еліна Світоліна | 4         | 3         |                |   |            |       |       |       |       |
|  | 7         | 8                 | Еліна Світоліна | 4         | 3         | Белінда Бенчич | 7 | 3          | 1r    |       |       |       |
|  | 7         |                   |                 |           |           | Белінда Бенчич | 7 | 3          | 1r    |       |       |       |
|  | 8         | Еліна Світоліна   | 5               | 6         | 4         |                |   |            |       |       |       |       |

### Червона група
|       |                          | Барті                     | Осака Бертенс                 | Квітова                       | Бенчич                     | Матчі   | Сети                 | Гейми                   | Місце |
| 1     | Ешлі Барті               |                           | 6–3, 3–6, 4–6 (з Бертенс)     | 6–4, 6–2                      | 5–7, 6–1, 6–2              | 2–1     | 5–3 (63%)            | 42–31 (58%)             | 1     |
| 3 Alt | Наомі Осака Кікі Бертенс | (з Бертенс) 3–6, 6–3, 6–4 |                               | 7–6(7–1), 4–6, 6–4 (з Осакою) | (з Бертенс) 5–7, 0–1 прип. | 1–0 1–1 | 2–1 (67%) 2–3† (40%) | 17–16 (52%) 15–13 (54%) | X 3   |
| 6     | Петра Квітова            | 4–6, 2–6                  | 6–7(1–7), 6–4, 4–6 (з Осакою) |                               | 3–6, 6–1, 4–6              | 0–3     | 2–6 (25%)            | 35–42 (46%)             | 4     |
| 7     | Белінда Бенчич           | 7–5, 1–6, 2–6             | 7–5, 1–0 прип. (з Бертенс)    | 6–3, 1–6, 6–4                 |                            | 2–1     | 5–3 (63%)            | 23–30 (43%)             | 2     |

### Пурпурна група
|       |                              | Плішкова                 | Андреєску Кенін                  | Халеп                            | Світоліна                 | Матчі   | Сети                | Гейми                     | Місце |
| 2     | Кароліна Плішкова            |                          | 6–3, прип. (з Андреєску)         | 6–0, 2–6, 6–4                    | 6–7(12–14), 4–6           | 2–1     | 4–3 (57.1%)         | 24–23 (51.1%)             | 2     |
| 4 Alt | Б'янка Андреєску Софія Кенін | 3–6, прип. (з Андреєску) |                                  | 6–3, 6–7(6–8), 3–6 (з Андреєску) | 5–7, 6–7(10–12) (з Кенін) | 0–2 0–1 | 1–4† (20%) 0–2 (0%) | 15–16 (48.4%) 11–14 (44%) | X 4   |
| 5     | Сімона Халеп                 | 0–6, 6–2, 4–6            | 3–6, 7–6(8–6), 6–3 (з Андреєску) |                                  | 5–7, 3–6                  | 1–2     | 3–5 (37.5%)         | 34–42 (44.7%)             | 3     |
| 8     | Еліна Світоліна              | 7–6(14–12), 6–4          | 7–5, 7–6(12–10) (з Кенін)        | 7–5, 6–3                         |                           | 3–0     | 6–0 (100%)          | 40–29 (58%)               | 1     |

Місце визначається за: 1) числом перемог; 2) числом матчів; 3) у разі рівності очок між двома тенісистками результатом гри між ними; 4) У разі рівності очок трьох тенісисток, (a) відсотком виграних сетів (результатом гри між собою, якщо дві тенісистки досі мають однакові показники), тоді (b) відсотком виграних геймів (результатом гри між собою, якщо дві тенісистки досі мають однакові показники), тоді (c) рейтингом WTA